# 오선화 (1983년)
오선화(1983년 ~ )는 대한민국의 모델 출신 배우, 방송인이다. 1990년대 후반부터 모델로 활동했으며, 잡지 HEAD 등의 모델과 의류 모델, 광고 모델 등으로 활동했다. 2008년부터 2011년까지 듀오정보의 광고 모델로도 활약했다. 2008년에 채널CGV의 드라마 《그녀들의 로망백서》에 출연했고, 2010년에 SBS 드라마 《아테나 - 전쟁의 여신》에 출연하여 텔레비전 배우로 데뷔했다.

## 출연작

### 드라마
| 매체     | 연도   | 방송 채널  | 작품                 | 배역      |
| -------- | ------ | ---------- | -------------------- | --------- |
| 지상파   | 2010년 | SBS        | 아테나 - 전쟁의 여신 | 영미 역   |
| 케이블   | 2010년 | OCN        | 신의 퀴즈            | 홍주현 역 |
| 유료방송 | 2008년 | OCN Movies | 그녀들의 로망 백서   |           |